# The Lady Refuses
Pour plus de détails, voir Fiche technique et Distribution.
The Lady Refuses est un film américain pré-Code réalisé par George Archainbaud et sorti en 1931.

## Fiche technique
- Réalisation : George Archainbaud
- Scénario : Wallace Smith, Robert Milton, Guy Bolton
- Producteurs : William LeBaron, Bertram Millhauser
- Photographie : Leo Tover
- Montage : Jack Kitchin
- Genre : Drame[1]
- Distributeur : RKO Radio Pictures
- Durée : 72 minutes
- Date de sortie :
  - États-Unis :8 mars 1931

## Distribution
- Betty Compson : June
- John Darrow : Russell Courtney

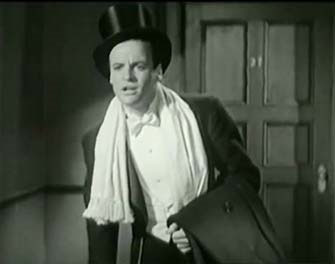
John Darrow dans The Lady Refuses

- Gilbert Emery : Sir Gerald Courtney
- Margaret Livingston : Berthine Waller
- Ivan Lebedeff : Nikolai Rabinoff
- Edgar Norton : Sir Gerald's Butler
- Daphne Pollard : Apartment House Maid